# Andréi Antonenko
Andréi Yevgénievich Antonenko  (en ruso Андрей Евгеньевич Антоненко; 6 de noviembre de 1974 en Leningrado, URSS) es un músico y compositor ruso. Formó parte del grupo de ska punk Leningrad desde el año 1999 y ha participado en los discos como solista de Sergéi Shnurov.

## Discografía

### Leningrad
- 1999 – Pulya
- 1999 – Mat bez elektrichestva
- 2001 – Dachniki
- 2001 – Made in zhopa
- 2002 – Piraty XXI veka
- 2003 – Dlya millionov
- 2004 – Babarobot
- 2005 – Hleb
- 2006 – Babie Leto
- 2007 – Avrora

### Sergéi Shnurov
- 2002 – Vtoroy Magadanskiy

## Filmografía (compositor)
- 2002 – Villici
- 2002 – Franitsyz
- 2005 – Polumgla
- 2005 – Lyuby menya
- 2005 – Grecheskie Kamikuli
- 2008 – Aleksander. Nevekaya bitva